# Verismus
Verismus je umělecký proud reagující na nedostatky romantismu, který dosáhl svého vrcholu na přelomu 19. a 20. století. Název je odvozen od italského (lat.) slova „verus“, pravý. Vycházel z francouzského realismu a naturalismu, obdobně se tedy snažil o realistické ztvárnění skutečnosti a o věrné zachycení lidských charakterů, aniž by však k popisu nebo příběhu autor zaujímal jakékoliv stanovisko. I když v Itálii označuje rovněž soudobé směry v literatuře a výtvarném umění vycházející z podobných základních myšlenek, ve světovém měřítku se prosadil zejména jako označení specifického hudebně-dramatického stylu, který vznikl v Itálii a esteticky navazoval zejména na poslední opery Verdiho a Bizetovu Carmen. Bezprostředním impulsem byl konkurs nakladatele Edoarda Sonzogna na krátkou operu ze současného života roku 1890. 

## Charakteristika
Pro hudební verismus jsou typické:
- rychlý spád děje
- efektní kresba prostředí
- tvrdě realistické, vzrušující náměty ze současného života
- působivé hudební zpracování

## Představitelé
Největšího rozšíření dosáhl tento směr v zemi svého zrodu. Byl chápán jako protiváha romantické opery historického nebo mytologického obsahu, a to především hudebních dramat, jak je reprezentoval Richard Wagner.
Nejznámějšími představiteli tohoto hudebního proudu byli Pietro Mascagni, Ruggero Leoncavallo, Umberto Giordano, ale mistrem oboru se stal Giacomo Puccini. Verismus však nebyl pouze záležitostí Itálie. V Německu reprezentovali tento proud Eugen d'Albert a Max von Schillings, ve Francii Gustave Charpentier, v Česku je někdy řazen do tohoto směru Leoš Janáček, který se však takovému širokému označení vzhledem k originalitě díla dosti vymyká.
Špatnou pověst verismu uměle vytvořili zejména hudební kritici. Domnívali se, že obsahuje příliš mnoho laciných efektů a že po stránce citové je povrchní. Dramatické scény jim připadaly příliš dramatické, hudba příliš drásavá a zobrazování temných stránek lidských charakterů přinejmenším nevkusné. S tím, že publikum rozhodlo jinak a veristická díla se stala trvalou součástí světového repertoáru, se mnozí dodnes nesmířili.

## Neoverismus
Zhruba v padesátých letech nastala určitá renesance operního verismu, zejména ve Spojených státech amerických. Zasloužili se o ni například Gian Carlo Menotti, Tobias Picker nebo John Corigliano.